# Moonlight Serenade
『Moonlight Serenade』（ムーンライト・セレナーデ）は、Winkの1枚目のスタジオ・アルバム。1988年7月1日にポリスターより発売された。

## 概要
帯に書かれていたコピーは「めざめたら まっさきに会いたい…。」
デビュー・シングル「Sugar Baby Love」からおよそ2か月後に発売された1stアルバム。“センチメンタルな夏” がテーマになっており、前記のシングルとカップリング曲「風の前奏曲（プレリュード）」を含む全10曲が収録されている。
オリジナル曲のほか、1960年代〜70年代のアメリカン・ミュージックを多くカバーした作品で、1965年に発表されたフォー・シーズンズの楽曲をベイ・シティ・ローラーズが1975年にカバーしヒットさせた「BYE BYE BABY」や、オーリアンズの1975年のヒット「DANCE WITH ME」、1959年に発表されたポール・アンカの「あなたの肩に頬うめて」（原題:Put Your Head On My Shoulder）のカバーなどが収録されている。
本作のクレジットは、M-6「素敵にHappy Birthday」を除いたタイトルの英字表記が全て大文字になっている。「Sugar Baby Love」はシングル及び後に発売になる作品では先頭のみ大文字である。
2013年12月18日には、タワーレコード店頭・オンラインショップ限定で、デジタルリマスターが施された高音質仕様のブルースペックCDにて再発売され、2018年7月11日にはハイ・クオリティCD(UHQCD)としても再発売された。再発盤には、ボーナス・トラックとして2ndシングル「アマリリス」がシングル・バージョンで収録されている。
規格品番はそれぞれ、1988年7月1日リリース - レコード:R28R-1017、カセット:X28R-1017、CD:H33R-20010。2013年12月18日リリース - Blu-spec CD:XQJX-1039。2018年7月11日リリース - UHQCD:PSCR-6257。
2018年7月11日には、レコチョク、およびe-onkyo music（オンキヨー）、mora（レーベルゲート）など音楽配信サイトでハイレゾ版を含むダウンロードアルバム配信が開始された。

## 収録曲
| #         | タイトル                                   | 作詞                             | 作曲                             | 編曲      | 時間  |
| --------- | ------------------------------------------ | -------------------------------- | -------------------------------- | --------- | ----- |
| 1.        | 「渚物語」                                 | 森雪之丞                         | 木戸やすひろ                     | 若草恵    | 4:17  |
| 2.        | 「NAVY BLUE」(日本語詞: 森本抄夜子)        | Bob Crewe・Eddie Rambeau         | Bob Crewe・Eddie Rambeau         | 若草恵    | 3:27  |
| 3.        | 「BYE BYE BABY」(日本語詞: 高柳恋)         | Bob Crewe・Bob Gaudio            | Bob Crewe・Bob Gaudio            | 若草恵    | 3:40  |
| 4.        | 「風の前奏曲（プレリュード）」             | Joe Lemon                        | 見岳章                           | 鷺巣詩郎  | 4:43  |
| 5.        | 「DANCE WITH ME」(日本語詞: 森本抄夜子)    | J.D.Hall・J.J.Hall               | J.D.Hall・J.J.Hall               | 鷺巣詩郎  | 3:32  |
| 6.        | 「素敵にHappy Birthday」                   | 竜真知子                         | 馬場孝幸                         | 大谷和夫  | 4:04  |
| 7.        | 「朝焼けのバルコニー」(鈴木早智子ソロ)     | 竜真知子                         | 見岳章                           | 大谷和夫  | 3:55  |
| 8.        | 「あなたの肩に頬うめて」(日本語詞: 高柳恋) | Paul Anka                        | Paul Anka                        | 鷺巣詩郎  | 4:05  |
| 9.        | 「SUGAR BABY LOVE」(日本語詞: Joe Lemon)   | Wayne Bickerton・Tony Waddington | Wayne Bickerton・Tony Waddington | 鷺巣詩郎  | 3:50  |
| 10.       | 「ジャスミンは哀しい香り」(相田翔子ソロ)   | 森雪之丞                         | 木戸やすひろ                     | 若草恵    | 5:17  |
| 合計時間: | 合計時間:                                  | 合計時間:                        | 合計時間:                        | 合計時間: | 40:50 |

| #         | タイトル                                       | 作詞                             | 作曲                             | 編曲      | 時間  |
| --------- | ---------------------------------------------- | -------------------------------- | -------------------------------- | --------- | ----- |
| 1.        | 「渚物語」                                     | 森雪之丞                         | 木戸やすひろ                     | 若草恵    | 4:17  |
| 2.        | 「NAVY BLUE」(日本語詞: 森本抄夜子)            | Bob Crewe・Eddie Rambeau         | Bob Crewe・Eddie Rambeau         | 若草恵    | 3:27  |
| 3.        | 「BYE BYE BABY」(日本語詞: 高柳恋)             | Bob Crewe・Bob Gaudio            | Bob Crewe・Bob Gaudio            | 若草恵    | 3:40  |
| 4.        | 「風の前奏曲（プレリュード）」                 | Joe Lemon                        | 見岳章                           | 鷺巣詩郎  | 4:43  |
| 5.        | 「DANCE WITH ME」(日本語詞: 森本抄夜子)        | J.D.Hall・J.J.Hall               | J.D.Hall・J.J.Hall               | 鷺巣詩郎  | 3:32  |
| 6.        | 「素敵にHappy Birthday」                       | 竜真知子                         | 馬場孝幸                         | 大谷和夫  | 4:04  |
| 7.        | 「朝焼けのバルコニー」(鈴木早智子ソロ)         | 竜真知子                         | 見岳章                           | 大谷和夫  | 3:55  |
| 8.        | 「あなたの肩に頬うめて」(日本語詞: 高柳恋)     | Paul Anka                        | Paul Anka                        | 鷺巣詩郎  | 4:05  |
| 9.        | 「SUGAR BABY LOVE」(日本語詞: Joe Lemon)       | Wayne Bickerton・Tony Waddington | Wayne Bickerton・Tony Waddington | 鷺巣詩郎  | 3:50  |
| 10.       | 「ジャスミンは哀しい香り」(相田翔子ソロ)       | 森雪之丞                         | 木戸やすひろ                     | 若草恵    | 5:17  |
| 11.       | 「アマリリス」(ボーナス・トラック)             | 森雪之丞                         | 佐藤健                           | 鈴木茂    | 3:55  |
| 12.       | 「迷子のロンリー・ハート」(ボーナス・トラック) | 森雪之丞                         | 木戸やすひろ                     | 若草恵    | 3:51  |
| 合計時間: | 合計時間:                                      | 合計時間:                        | 合計時間:                        | 合計時間: | 48:36 |

### 曲解説
1. 渚物語
2. NAVY BLUE
  - ダイアン・リネイの同名楽曲の日本語詞カヴァー。
3. BYE BYE BABY
  - フォー・シーズンズの楽曲の日本語詞カヴァー。
4. 風の前奏曲（プレリュード）
  - デビューシングル「Sugar Baby Love」のB面曲。
5. DANCE WITH ME
  - オーリアンズの同名楽曲の日本語詞カヴァー。
6. 素敵にHappy Birthday
7. 朝焼けのバルコニー
  - 鈴木早智子ソロ
8. あなたの肩に頬うめて
  - ポール・アンカの「Put Your Head On My Shoulder」の日本語詞カヴァー。
9. SUGAR BABY LOVE
  - Winkのデビュー曲。ルベッツの同名楽曲の日本語詞カヴァー。
10. ジャスミンは哀しい香り
  - 相田翔子ソロ

2018年盤（ボーナス・トラック）
1. アマリリス
2. 迷子のロンリー・ハート